# Billy Williams (baloncestista)
Billy Joe Williams, (nacido el 27 de septiembre de 1958 en Nueva York, Nueva York) es un exjugador de baloncesto estadounidense. Con 1.93 de estatura, su puesto natural en la cancha era el de escolta.